# Limba Sarda Comuna
La Limba Sarda Comuna (LSC) és una varietat escrita de la llengua sarda, adoptada experimentalment el 2006 per la Regió Autònoma de Sardenya en els documents oficials amb llengües cooficials.
La LSC es basa en el logudorès, rep elements propis de la mediació parlada, a la zona grisa de transició entre el logudorès i el campidanès i, per tant, sorgeix com a lèxic i fonètica varietat intermèdia entre les dues varietats de la literatura sarda existents, que tracta de dibuixar els elements en comú.
Per tant, és un "llenguatge natural" i no "artificial", encara que una minoria en un context regional, que se situa en l'afinitat amb la proposta de Limba de Mesania (LDM) que deriva del moviment cultural "mesanista", amb tendència a la variant de només, que també indica que l'especificitat de la llengua sarda en vista de les llengües romàniques descendents del llatí vulgar occidental (el cas acusatiu plural) amb el català, castellà, provençal, portuguès, etc. a diferència d'Itàlia, com Romania, deriva de l'Orient llatí (amb el cas nominatiu plural).
També representa una evolució de la Limba Sarda Unificada (LSU), publicada el 2001, que va ser durament criticada per la seva artificialitat i l'absència de referències a la variant campidanesa com exclusivament basat en una variant del logudorès central.

## Adopció oficial
La Limba Sarda Comuna va ser adoptada de manera experimental a la Regió Autònoma de Sardenya mitjançant el Consell Regional de la Resolució número 16/14, de 18 d'abril de 2006 (Limba Sarda Comuna. Adopció de normes per a la referència al llenguatge experimental en un escrit de l'Administració Regional) com a llengua oficial dels actes i documents expedits per la Regió de Sardenya (subjecte de conformitat amb els arts. 8 de la Llei 482/99, l'únic text legalment vinculant redactat l'italià), mitjançant l'empoderament dels ciutadans a escriure en la seva varietat i idioma regionals.